# Rowy, Pomeranian Voivodeship
Rowy [ˈrɔvɨ] (Đức Rowe) là một làng nghỉ mát bên bờ biển và ở quận hành chính của Gmina Ustka, trong Słupski, Pomorskie, ở miền bắc Ba Lan. Nó nằm khoảng 16 kilômét (10 mi) phía đông bắc của Ustka, 23 km (14 mi) phía bắc Słupsk và 108 km (67 mi)     phía tây thủ đô khu vực Gdańsk.
Trước năm 1648, khu vực này là một phần của Duchy of Pomerania, 1648-1945 Phổ và Đức. Đối với lịch sử của khu vực, xem Lịch sử của Pomerania.
Làng có dân số 310 người.